# Seznam československých a českých vyslanců a velvyslanců ve Spojených státech amerických
Seznam diplomatických zástupců Československa a České republiky ve Spojených státech amerických

## Československo
- 1921–1923 Bedřich Štěpánek
- 1923–1925 František Chvalkovský
- 1925–1928 Zdeněk Fierlinger
- 1928–1936 Ferdinand Veverka

Československý velvyslanec v USA Vladimír Hurban s manželkou na recepci v Bílém domě (1939)

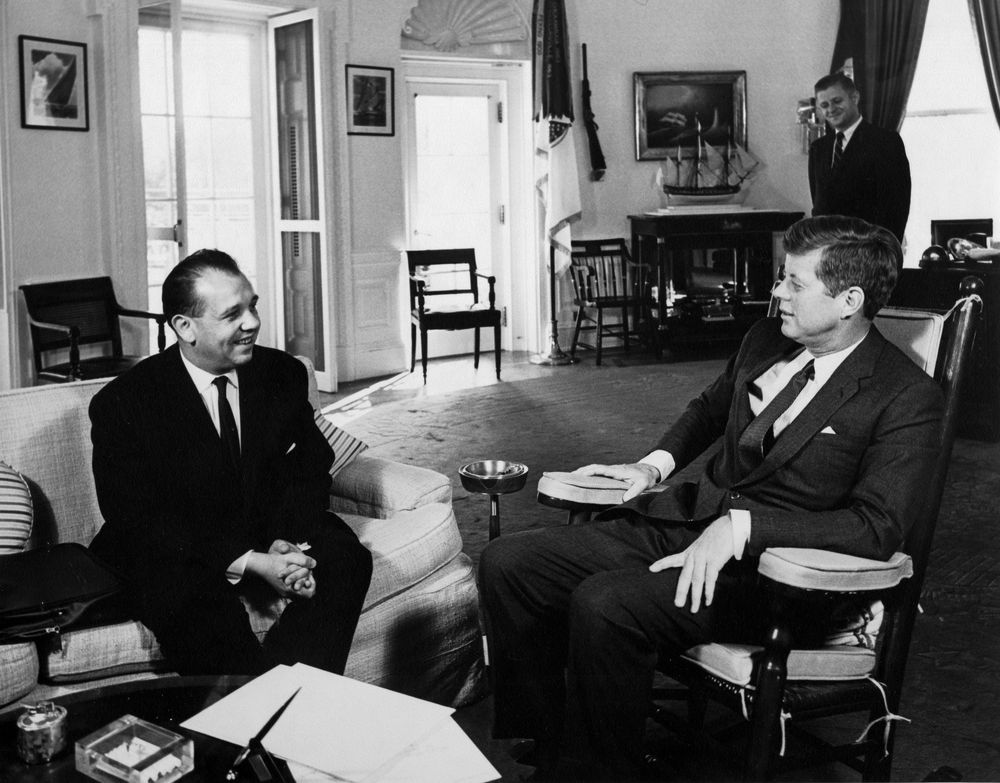
Velvyslanec Karel Duda s J. F. Kennedym v Oválné pracovně 13. listopadu 1963

- 1936–1946 Vladimír Hurban (od roku 1943 velvyslanec)
- 1946–1948 Juraj Slávik
- 1948–1951 Vladimír Outrata
- 1951–1952 Vladimír Procházka
- 1952–1959 Karel Petrželka
- 1959–1963 Miloslav Růžek
- 1963–1969 Karel Duda
- 1969–1972 Ivan Roháľ-Iľkiv
- 1972–1976 Dušan Spáčil
- 1976–1982 Jaromír Johanes
- 1982–1983 Jaroslav Žantovský
- 1983–1986 Stanislav Suja
- 1986–1990 Miroslav Houštecký
- 1990–1992 Rita Klímová

## Česká republika
- 1992–1997 Michael Žantovský
- 1997–2001 Alexandr Vondra
- 2001–2005 Martin Palouš
- 2005–2011 Petr Kolář
- 2011–2017 Petr Gandalovič
- 2017–2022 Hynek Kmoníček
- od 2022 Miloslav Stašek